# Christian Rudolph Philip Gersdorff
Christian Rudolph Philip baron (von) Gersdorff (født 20. december 1723, død 1. juni 1800) var amtmand.
Han var søn af baron Niels Gersdorff og broder til Nicolaus Maximilian Gersdorff og Frederik Carl Gersdorff. Han rejste i sin ungdom udenlands med 2 yngre brødre (immatrikuleret ved Leidens Universitet 1741), blev 1743 kammerjunker hos kronprinsesse Louise, i hvilken stilling han forblev hos hende som dronning indtil 1750, da han blev amtmand over Akershus Amt; 1751 blev han konferensråd, 1752 kammerherre, 1757 amtmand over Kalø Amt, 1764 dekoreret med l'union parfaite, 1767 Ridder af Dannebrog, 17. september 1772 forlenet med Baroniet Marselisborg, 1774 gehejmeråd, død 1. juni 1800. Han havde ord for at være en indskrænket mand uden dannelse.
Han blev gift 2. april 1751 med Dorthe Øllegaard Rosenkrantz (f. 4. oktober 1723, 1759 Dame de
l'union parfaite, d. 6. juni 1786), datter af gehejmeråd Christian Rosenkrantz til Skovsbo og Frederikke Louise f. Krag.